# Zuu
Zuu (stylizowany zapis ZUU) – czwarty album studyjny amerykańskiego rapera Denzela Curry'ego, który został wydany 31 maja 2019 roku nakładem wytwórni Loma Vista Recordings.

## Wydanie i promocja
Pierwszy singiel „Ricky” został wydany 8 maja 2019 roku z teledyskiem. Drugi singiel „Speedboat” 21 maja. 

## Lista utworów
Lista opracowana na podstawie informacji z serwisu Spotify.
| Nr  | Tytuł utworu                             | Tekst                                     | Producent                               | Długość |
| --- | ---------------------------------------- | ----------------------------------------- | --------------------------------------- | ------- |
| 1.  | „Zuu”                                    | Denzel Curry                              | FNZ • Keanu Beats                       | 2:06    |
| 2.  | „Ricky”                                  | Curry                                     | FNZ                                     | 2:27    |
| 3.  | „Wish” (gościnnie Kiddo Marv)            | Curry • Marvin Beauville                  | Charlie Heat • FNZ • Mickey De Grand IV | 3:12    |
| 4.  | „Birdz” (gościnnie Rick Ross)            | Curry • William Roberts II                | FNZ                                     | 3:24    |
| 5.  | „Automatic” (z Tay Keith)                | Curry • Mark Maturah                      | Tay Keith                               | 3:02    |
| 6.  | „Speedboat”                              | Curry                                     | Rugah Rahj                              | 3:42    |
| 7.  | „Bushy B interlude”                      | Curry • Lavares Joseph                    | FNZ                                     | 1:05    |
| 8.  | „Yoo”                                    | Plus Pierre                               |                                         | 1:04    |
| 9.  | „Carolmart” (gościnnie Ice Billion Berg) | Curry • Joseph                            | FNZ • Jasper Harris                     | 2:44    |
| 10. | „Shake 88” (gościnnie Sam Sneak)         | Curry • Joshua Goods • Joseph • Sam Sneak | FNZ                                     | 2:27    |
| 11. | „Blackland 66.6”                         | Reyshod Curry • Sneak • Shane Starks      |                                         | 0:49    |
| 12. | „P.A.T.” (gościnnie PlayThatBoiZay)      | Curry • Isaiah Loubeau                    | Ronny J • FNZ                           | 3:00    |
|     |                                          |                                           |                                         | 29:02   |

- Wszystkie utwory są zapisywane wielkimi literami, przykładowo utwór „Ricky” ma zapis stylizowany na „RICKY”